# Ophthalmis privata
Ophthalmis privata là một loài bướm đêm trong họ Noctuidae.